# Han Xu
Han Xu (xinès tradicional: 韓旭, xinès simplificat: 韩旭, pinyin: Hán xù; Shijiazhuang, 31 d'octubre de 1999) és una jugadora de bàsquet xinesa. Xu va ser seleccionada a la segona ronda (14 posició) pel Liberty al Draft de la WNBA del 2019. Ha representat la Xina al Campionat del Món Femení FIBA Sub-17 de 2016, a la Copa del Món de Bàsquet Femení FIBA Sub-19 2017 i a la Copa del Món de Bàsquet Femení FIBA 2018.

## Carrera
Han va ser seleccionada pels New York Liberty en catorzena posició al draft de la WNBA del 2019. Era la jugadora més jove del draft.
En la temporada de debutant, va ser la jugadora més alta de la lliga i la segona jugadora més alta de la història de la lliga. Va ser comparada amb el seu compatriota i jugador de bàsquet xinés Yao Ming.
El maig de 2020, es va anunciar que Han deixaria la temporada 2020 de la WNBA per romandre a la Xina a causa de la pandèmia de coronavirus.